# 葡萄栽培

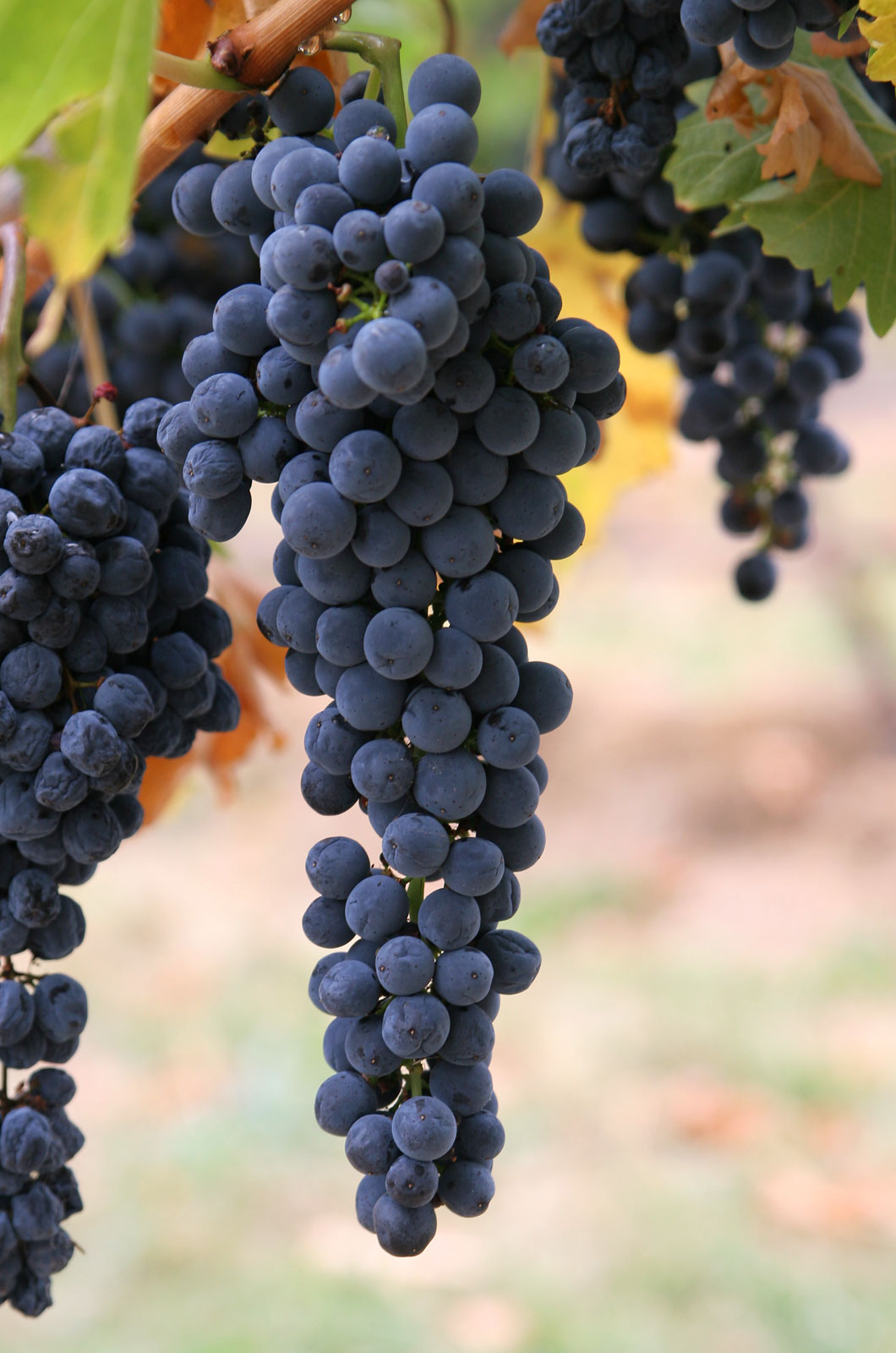
釀酒葡萄

葡萄栽培（英語：Viticulture）是一門專門研究葡萄和生產葡萄的學科，內容包含所有在葡萄園中所進行的園藝工作，為園藝學的一個分支。
葡萄栽培的工作內容為育苗、選地種植、灌溉、施肥、樹冠管理、冬季剪定、病蟲害防治、觀察果實的發育情況以及其中的酒品特色等，並決定採收時機。

## 葡萄栽培歷史
葡萄栽培最早起源於中亞南部、北非，包含裏海、黑海、北地中海以及南高加索、美索不達米亞等地區，距今已有8000年以上的歷史。
西元前1000年左右，葡萄栽培開始在古希臘出現，並隨著羅馬帝國的興起，勢力範圍擴展至東歐、北非埃及等地，同時也將兩地的葡萄栽培技術傳到了義大利、法國以及其他西歐國家，由於地中海沿岸氣候適合葡萄栽培，因此釀酒葡萄和葡萄酒生產便開始在此地區興盛起來，之後並隨著貿易、殖民等活動將葡萄栽培等產業擴展到全世界。
目前葡萄栽培遍及世界五大洲，大部分的葡萄園位於北緯20°－52°與南緯30°－45°之間的地區，總栽培面積超過七百萬公頃，年產量逾六千萬噸。

## 葡萄生物學特性

### 葡萄形態與特徵
葡萄植株由根、莖、葉、花、果實所構成，以下將葡萄各部份器官及其形態特徵分別作概述：

#### 根
葡萄的根部系統相當發達，屬肉質根，可貯藏大量的有機營養物質，主要由骨幹根與吸收根（幼根）所組成。骨幹根為多年生，呈黑褐色，幼根剛萌發時呈白色或微黃色，之後逐漸木質化外表而轉成褐色。

#### 莖
葡萄為藤本植物，因此地上部的莖會攀緣著其他樹木或者物體向上生長，葡萄的莖又稱之為枝蔓，主要由主幹、主蔓、側蔓、結果母枝、新梢或副梢所組成。

#### 葉
葡萄的葉為單葉互生，葉柄長而且葉片較大，葉片呈掌狀，有三裂、五裂、全緣三種型態，嫩葉葉片背面絨毛較多，在葡萄品種鑑別上，可依據葉片形態、色澤以及葉背絨毛的多寡來幫助辨別。

#### 花絮、花朵、捲鬚
葡萄的花絮為複穗狀的總狀花序或圓錐花絮，花絮由花絮梗、花絮軸、花梗和花蕾所組成。葡萄花有完全花、雌性花及雌性花三種類型。由於完全花具有正常的雌、雄蕊，授粉容易，因此栽植葡萄大多數會選擇完全花品種。
葡萄捲鬚與花絮都是莖的變態，兩者為同源器官。在栽培過程中，為了減少養分消耗以及避免管理上的麻煩，通常會將卷鬚摘除。

#### 果穗、果實、種子
葡萄的果穗是由花序上的花朵，經授粉受精後結果而來，主要由穗梗、穗軸和果實組成，果穗形狀因品種而有圓錐形、圓柱形、球形等。果穗大小以果穗長度來作區分，長度在10公分以下者為小型，10～15公分為中型，15公分以上為大型，通常果穗大小與果穗上果實著生密度會與品種及栽培過程控制有關。
葡萄的形狀、大小、顏色因品種而異。常見的有圓形、扁圓形、長圓形、橢圓形、雞心形、卵形、倒卵形等。果皮的顏色有黃、綠、紅、藍、黑、紫等顏色。
一般果實中含1～4顆種子，種子發育會與果實發育息息相關，內含種子數量多的果實較大、含種子數量少的果實偏小。

### 葡萄生命週期
葡萄的生命周期從種子萌發開始，一直到成年、死亡為止，其間不同的發育階段可分為以下四個時期：
- 胚胎期
- 幼年期
- 結實期
- 衰老死亡期

### 葡萄年週期
除了葡萄的生命週期以外，每年葡萄還會進行周期性的變化，尤其在溫帶氣候下甚為明顯，分為：
- 休眠期
- 營養生長期

## 葡萄品種
葡萄是葡萄科葡萄屬的多年生落葉木質藤本植物，全屬共有70多種。而目前在全世界作為栽培用的葡萄品種則有一萬種以上，這些品種主要是來自於歐洲種（歐亞種）、美洲種、東亞種以及歐美雜交種。
一般常見的釀酒葡萄原產地最早是從西歐一路到波斯的裏海沿岸，但因為葡萄對環境的的高度適應力，以及偶然發生的突變，加上人類不斷的引進至新環境，直至今日，全世界除了南極洲以外的地區都可以見到葡萄的蹤跡。

## 葡萄栽培概述

### 育苗
葡萄的育苗分為三部分：育苗地選擇、適合的繁殖方法、有效的栽培管理。

#### 育苗地選擇
因為葡萄的生長期喜好在溫暖、陽光充足且乾燥的環境中，因此育苗地最好要選在向陽、地勢平坦、土壤深厚、灌溉及排水良好的土地上，低窪地、鹽鹼地、灌溉不便的地方較不適宜。

#### 繁殖方法
葡萄繁殖方法為有性繁殖與無性繁殖兩種，一般在栽培上以無性繁殖為主，分為扦插、壓條、嫁接、莖尖培養四種。

#### 栽培管理

##### 葡萄架式
葡萄是攀緣植物，在適合的生長條件下，生長非常迅速，一年新枝的生長量可達十公尺，因此為了能夠有效利用生長空間，在有限的單位面積下容納更多的枝條來進行結果，以及充分利用日照，獲得高產量與高質量的葡萄，同時降低土地及管理成本，因此需要利用各種架式來進行葡萄栽培，一般架式可分為籬架、棚架、棚籬架三種。

##### 葡萄整枝
葡萄整枝即是配合葡萄架式以及修剪工作，將葡萄樹冠培養成一定的形態，促進各部份枝蔓生長均衡，能夠充分接受到日照，以獲得良好的生產。

## 延伸連結
- LIVE （页面存档备份，存于） - Low Input Viticulture and Enology, Sustainable Viticulture Certification
- AJEV （页面存档备份，存于） - American Journal of Enology and Viticulture
- Grape Pest Management Guidelines (IPM) （页面存档备份，存于） UC IPM Online Pest
- SAFECROP - Proceedings of the 5th International Workshop on Grapevine Downy and Powdery Mildew
- Viticulture and Enology at Washington State University （页面存档备份，存于）
- Guide to Grape Vines
- Viticulture on www.extension.org
- GrapeLook: remote sensing for viticulture